# Ger (Garonne)
Der Ger ist ein Fluss in Frankreich, der im Département Haute-Garonne in der Region Okzitanien verläuft. Er entspringt in den Pyrenäen, an der Nordwestflanke des Gipfels Cap de Gauch (2147 m), im Gemeindegebiet von Melles. Die Quelle liegt knapp außerhalb des Regionalen Naturparks Pyrénées Ariégeoises und ist nur etwa fünf Kilometer von der Grenze nach Spanien entfernt. Der Fluss entwässert generell in nördlicher Richtung durch die historische Provinz Comminges und mündet nach rund 37 Kilometern im Gemeindegebiet von Pointis-Inard als rechter Nebenfluss in die Garonne.

## Orte am Fluss
(Reihenfolge in Fließrichtung)
- Razecueillé
- Sengouagnet
- Aspet
- Soueich
- Lespiteau
- Rieucazé
- Pointis-Inard